# David Humphreys Storer
David Humphreys Storer est un naturaliste et un médecin américain, né le 26 mars 1804 à Portland, Maine et mort le 10 septembre 1891 à Boston.

## Liste partielle des publications
- 1839 : Report on the fishes, reptiles and birds of Massachusetts[1] (Dutton and Wentworth, State Printers, Boston).
- 1839 : A report on the fishes of Massachusetts. Boston Journal of Natural History, 2 (3-4) : 289-570, pl. 6-8.
- 1840 : A report on the reptiles of Massachusetts. Boston Journal of Natural History, 3 : 1-64, 1 pl.
- 1867 : A History of the Fishes of Massachusetts. Cambridge[2] (Welch & Bigelow; Dakin & Metcalf, Boston) 287 p.